# 《和平日報》臺灣版
《和平日報》臺灣版，於1946年5月5日在臺中市創立，前身為中華民國國防部宣傳處總社成立《掃蕩報》。1947年，臺灣發生「二二八事件」，報社記者或編輯人員因有左翼人士背景遭到逮捕判刑，導致《和平日報》於3月遭查封、暫時停刊。因為具備軍方報紙身分，於7月27日完成改組後復刊。1949年7月1日，臺灣《和平日報》恢復為原名《掃蕩報》，於1950年7月7日因營運不善終至停刊。

## 前身
《和平日報》前身為《掃蕩報》，中華民國國防部宣傳處總社設於中國南京之《掃蕩報》系統，於1931年於江西南昌成立，最初定名為《掃蕩三日報》，供剿共部隊宣傳員及官兵閱讀:51。於1932年更名為《掃蕩日報》，開始擴大發行範圍，報社於1935年遷至湖北漢口，正式定名為《掃蕩報》:56，隨著第二次世界大戰的結束，於1945年遷社南京，更名為《和平日報》:81。
《和平日報》於湖北漢口、上海、重慶、蘭州、廣州、瀋陽、台灣和海口等地區成立分社發行報紙，遂成為全國性報紙:81-82。

## 臺灣版創社
1946年由臺中駐軍第七十師「掃蕩簡報班」負責人李上根擔任社長，與副社長張煦本，總編輯周夢江(前)、陳洗（陳正坤）(後)與主任秘書韋佩弦等軍方人士一同籌組《和平日報》臺灣分社，於臺中市中山路26-42號一帶設址，同年5月5日創刊發行:176。
《和平日報》臺灣分社雖具軍方背景，但無法得到南京總社與臺灣官方認同，僅於成立之初自駐臺中整編師得到些許資助外，亦無法從南京總社、國防部等軍方體系取得營運資金，須向外找尋臺灣分社存活的權力:94。
《和平日報》臺灣版於創刊之初，社長李上根、 記者王思翔與周夢江曾拜訪臺中在地仕紳與知識份子，舉凡林獻堂、黃朝清、三民主義青年團台灣分團主任張信義、張煥珪、作家張文環、莊垂勝、葉榮鐘與當地婦女會會長謝雪紅，企圖取得與地方的連結與合作基礎，並引入地方知識分子於報社中任職:93-95。
臺灣分社成員組成，除卻中國籍記者與編輯，如主筆王思翔，曾任總編輯的周夢江、副刊編輯樓憲外；亦有臺籍知識份子記者楊逵、副總經理林西陸與編輯楊克煌、蔡鐵城、施英梧，皆具有左翼背景，使《和平日報》雖由為軍方人士籌組，但在人事與報導內容方面卻受謝雪紅、楊克煌等台共成員所影響:94-95。
《和平日報》臺灣版，刊登版面含中文、日文版、副刊，共計四版，在報導內容雖以軍方報導為核心，為代表官方的中央通訊社所發出之電訊內容，但於社論欄、地方新聞版和日文版中揭露陳儀政府、行政長官公署的弊端與評論時政，並非純為官方的宣傳管道；報導內容曾因得罪陳儀政府，致使來臺記者遭驅逐出境:95。

## 停刊、復刊、恢復舊名至結束營運
1947年，臺灣發生「二二八事件」，《和平日報》員工包括：楊逵、楊克煌、林西陸、王思翔、周夢江、樓憲、蔡鐵城等人，因涉及與謝雪紅等左翼份子往來，被控為共產黨員，涉及鼓動暴動罪嫌，於清鄉期間遭到逮捕、判刑。使致《和平日報》於3月遭查封、暫時停刊、聽候改組，4月總社派曹先錕前來臺灣督導改組復刊事宜:177-178。因為具備軍方報紙的身分，於7月27日復刊。臺灣《掃蕩報》本身無設置印刷工廠，原委託民營印刷廠代印。後來售出台中社並籌措其他借款，藉以籌建印刷廠:85。1947年創刊於台中的《台灣力行報》，即依靠承繼遷移北上的《和平日報》台中社廠房設備及員工而創立。
1949年7月1日，臺灣《和平日報》恢復為原名《掃蕩報》，與總社合併:181。該時期發行量約八千餘份，惟發行及廣告等各項營收入無法應付債務，於1950年7月7日臺灣《掃蕩報》因營運困難停刊:85。